# Kruisherenhotel
Het Kruisherenhotel is een vijfsterrenhotel in het centrum van de Nederlandse stad Maastricht. Het hotel, onderdeel van Oostwegel Collection (voorheen: Château Hotels & Restaurants), is ondergebracht in het 15e-eeuwse Kruisherenklooster aan de Kommel in de wijk Kommelkwartier.

## Geschiedenis
Initiatiefnemer van de vestiging van een luxehotel op deze locatie is de Limburgse ondernemer Camille Oostwegel. Oostwegel had in Zuid-Limburg vanaf de jaren 1980 een zekere reputatie opgebouwd met het opkopen en restaureren van monumentale gebouwen, om ze daarna een horecafunctie te geven. Het Kruisherenhotel was het vijfde gebouwencomplex dat door Oostwegel werd verworven en tot nu toe het meest luxueuze van de vier, thans nog drie hotels binnen het concern.
Het voormalige kloostercomplex van de kruisheren, dat in de 19e en 20e eeuw onder meer dienst had gedaan als militair magazijn, Rijkslandbouwproefstation en opslagplaats voor operadecors, werd in 2000 door de gemeente Maastricht overgedragen aan het horecaconcern. In december 2003 ging de ingrijpende restauratie en herinrichting van de gotische gebouwen van start, onder leiding van Rob Brouwers van SATIJNplus architecten. Tegelijk met de verbouwing van het klooster en de kloosterkerk werd het pand Kruisherengang 23, eveneens een rijksmonument, gerestaureerd. Aan de oostzijde van dit pand verrees een modern vormgegeven paviljoen van cortenstaal, een ontwerp van de restauratiearchitect. In beide gebouwen, grenzend aan de kloostertuin, zijn extra hotelkamers en suites gerealiseerd. De totale kosten van restauratie en herinrichting van de gebouwen bedroegen ongeveer 15 miljoen euro, waarvan circa 20% door subsidies werd gedekt.

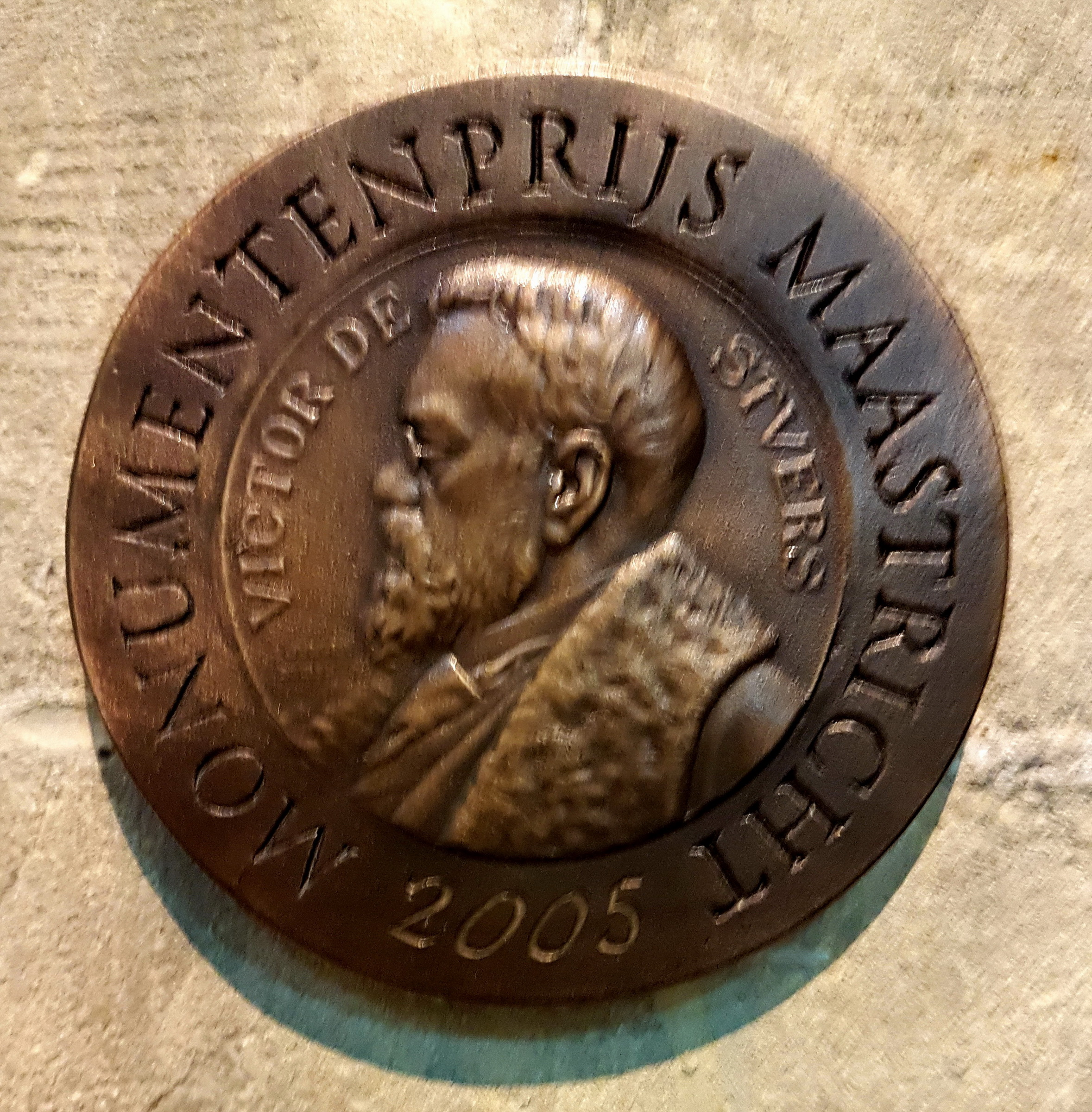
Victor de Stuerspenning 2005

Op 1 september 2005 werd het hotel geopend. Bij deze gelegenheid benadrukte de aanwezige emeritus generaal-overste Rein Vaanhold van de Orde van het Heilig Kruis dat de nieuwe functie van het gebouwencomplex - het bieden van gastvrijheid - aansluit bij die van het voormalige klooster. Nog in hetzelfde jaar werd de Monumentenprijs van de Gemeente Maastricht (Victor de Stuerspenning) toegekend aan het hotel en kreeg het interieurontwerp van Henk Vos de European Design Award. In de Nederlandse editie van de GaultMillaugids van 2011 werd het hotel uitgeroepen tot beste van het jaar. In 2017 werd het Kruisherenhotel volgens de Europese Hotelclassificatie erkend als vijfsterrenhotel, het eerste en anno 2023 enige in Maastricht en tot 2019 het enige in Limburg.
In 2021 werd bekend dat het Kruisherenhotel plannen heeft om uit te breiden. Daartoe is het De Stuersgebouw aangekocht, een rijksmonument aan de overzijde van de Kruisherengang. Architecte Francine Houben, die eerder met Oostwegel Collection samenwerkte in Houthem-Sint-Gerlach, ontwerpt het nieuwbouwgedeelte, achter het bestaande gebouw. Een glazen luchtbrug zal de nieuwe vleugel verbinden met de Kruisherenkerk. De uitbreiding omvat vijftig luxe kamers, een fine dining restaurant, vergaderfaciliteiten alsmede kantoren voor Oostwegel Collection. Het restaurant wordt mogelijk uitgebaat door chef-kok Sergio Herman.

## Beschrijving

### Voormalige kloosterkerk
In de Kruisherenkerk bevinden zich de receptie, de lobby, de bar en het restaurant van het hotel. Een deel van deze functies zijn ingericht op en onder een tweetal entresols. De grootste daarvan is in de lengterichting van het kerkschip en het koor geplaatst en biedt plaats aan het restaurant voor 85 personen met daaronder een wijnbar en een glazen wijnkelder. Een kleinere entresol in de noordbeuk is ingericht als lees- en studieruimte. Eronder bevinden zich de toiletten (met glazen wanden die uitzicht bieden op grafzerken). Het 19e-eeuwse tochtportaal is bij de restauratie naar het midden van de kerk verplaatst en is nu onderdeel van de hotelreceptie. Op de vroegere plaats van het tochtportaal is een eivormig object geplaatst, waarin zich een kantoorruimte bevindt. Opvallend is de entree aan de noordzijde, in de vorm van een koperen tunnel, een ontwerp van Ingo Maurer. Deze ontwierp tevens de grote lichtsculpturen in het schip en koor van de kerk. Aangezien de kerk een rijksmonument is, was het een vereiste dat alle constructieve elementen, zoals tussenvloeren, glazen liften, loopbruggen, toiletgroepen en entrees, los in de kerk geplaatst werden (box in box-constructie).

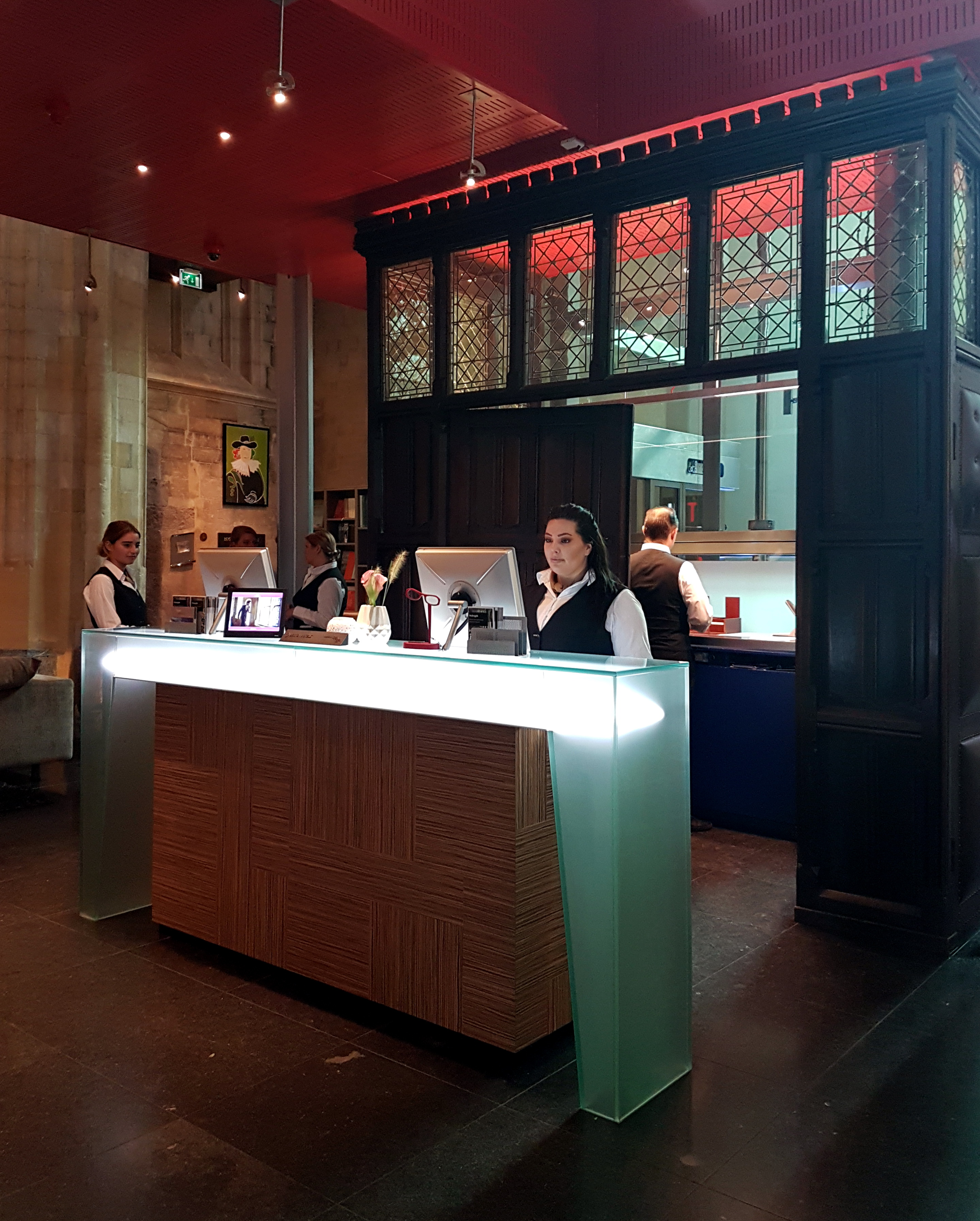
Hotelreceptie
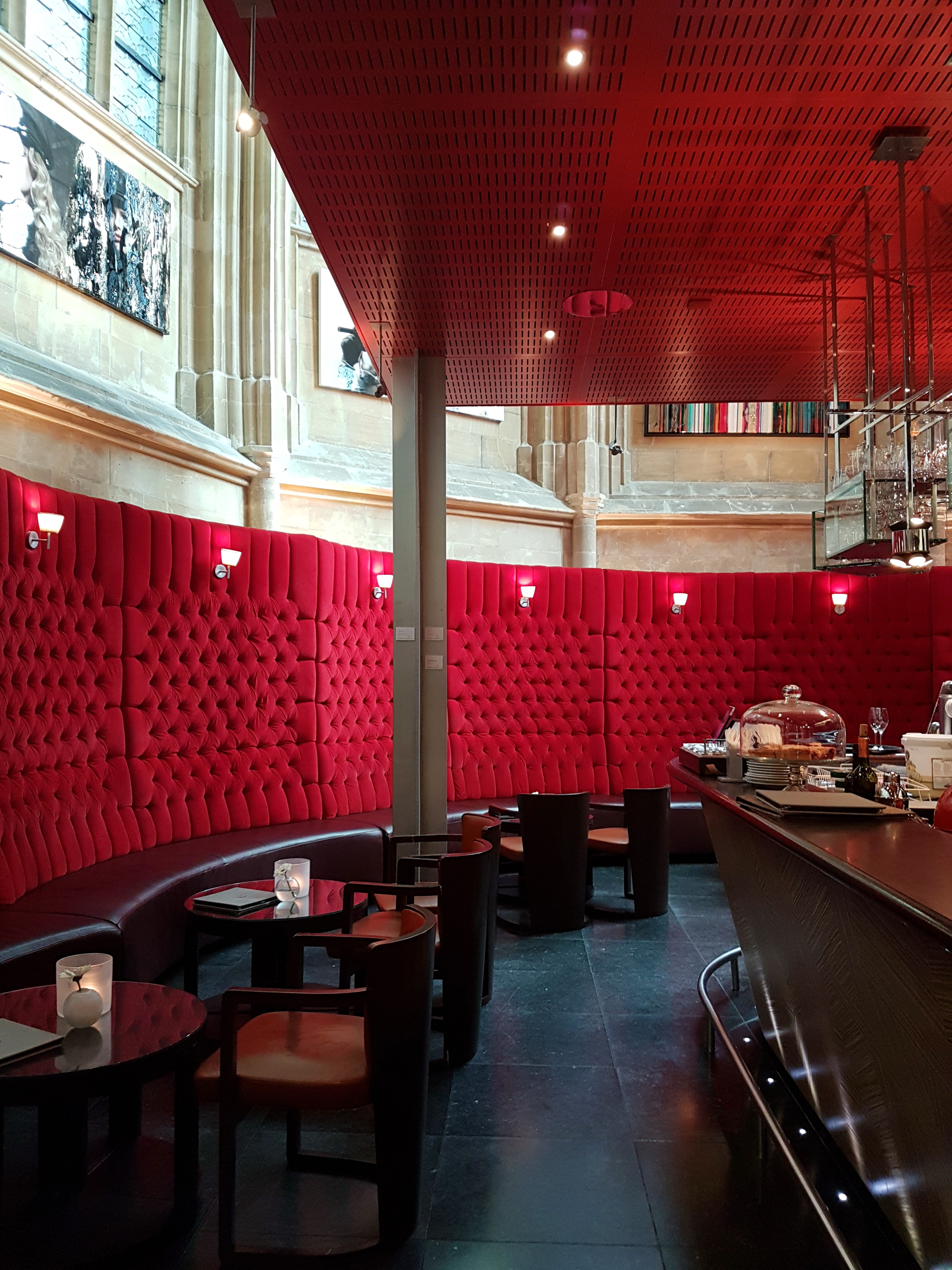
Wijnbar in het koor
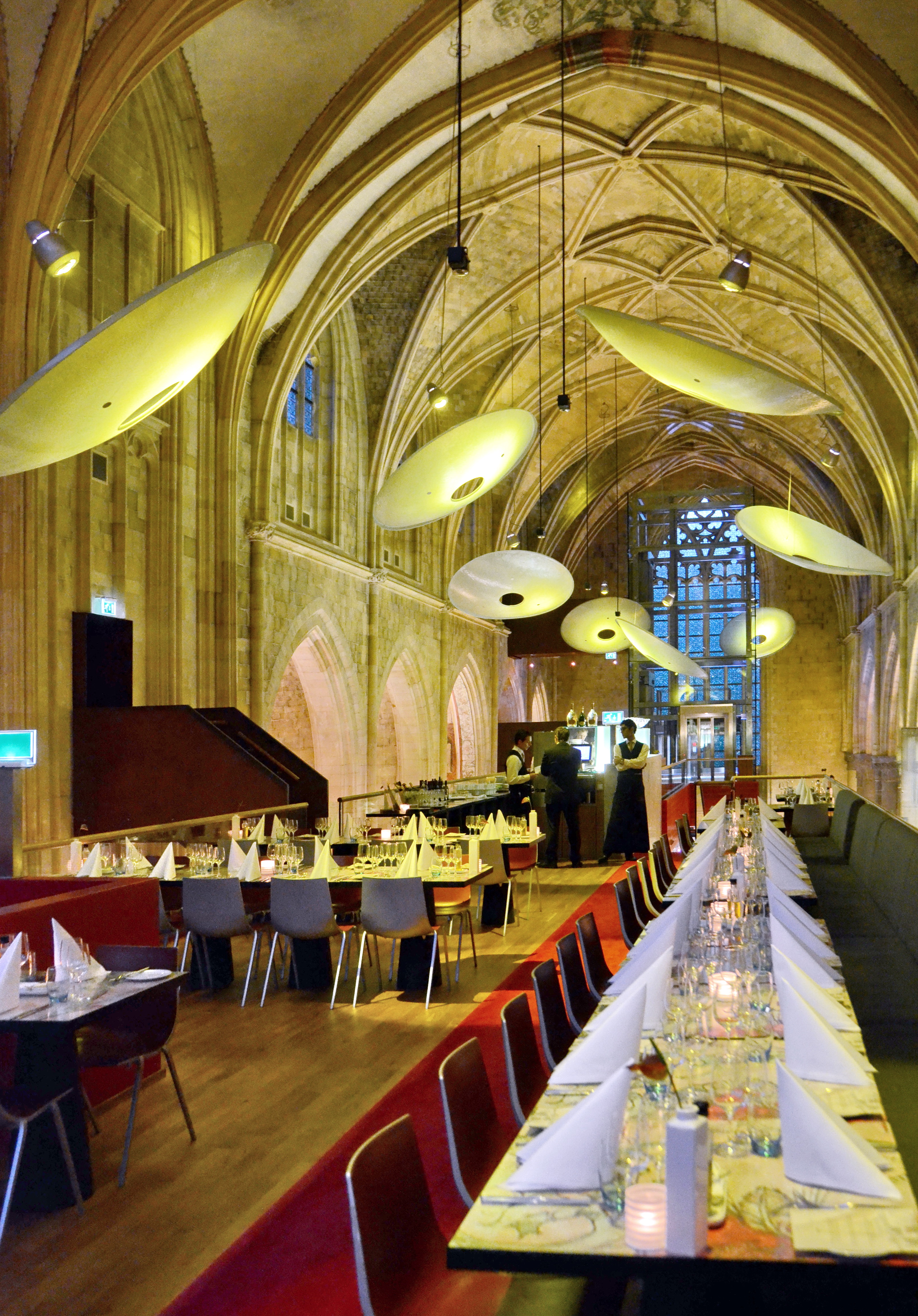
Grote entresol (restaurant)
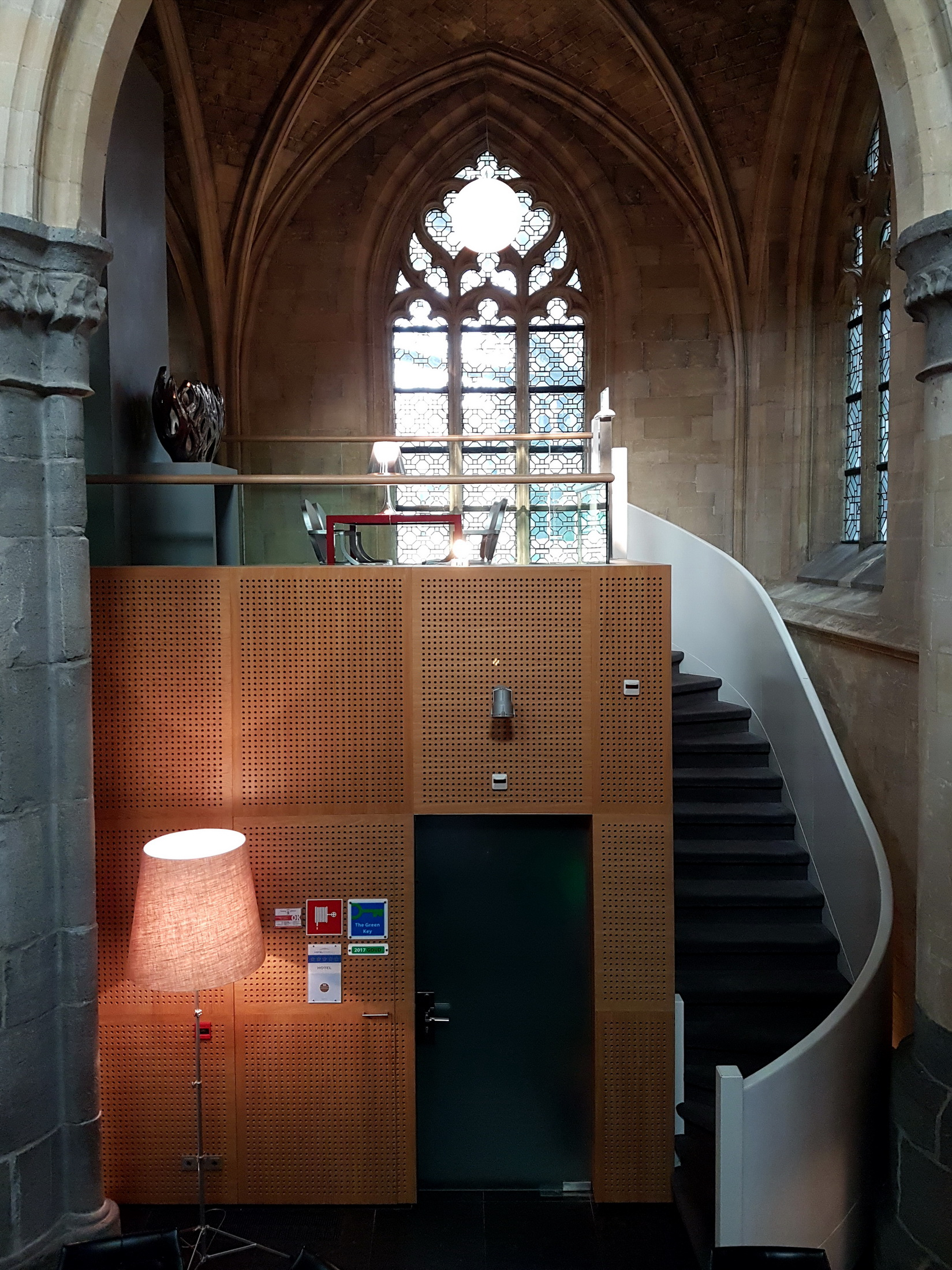
Trap naar kleine entresol

### Kloostervleugels
Van de 60 hotelkamers zijn er 50 in de kloostervleugels rondom de pandhof ingericht. Bij de inrichting van de kamers werd door hoofdontwerper Henk Vos gebruik gemaakt van meubelontwerpen van onder anderen Le Corbusier, Philippe Starck en Marc Newson. De Duitse lichtkunstenaar Ingo Maurer ontwierp het lichtplan voor de pandhof, die is ingericht als patio met een witte tegelvloer en modern tuinmeubilair in de kleuren van het rood-witte kruisherenkruis.

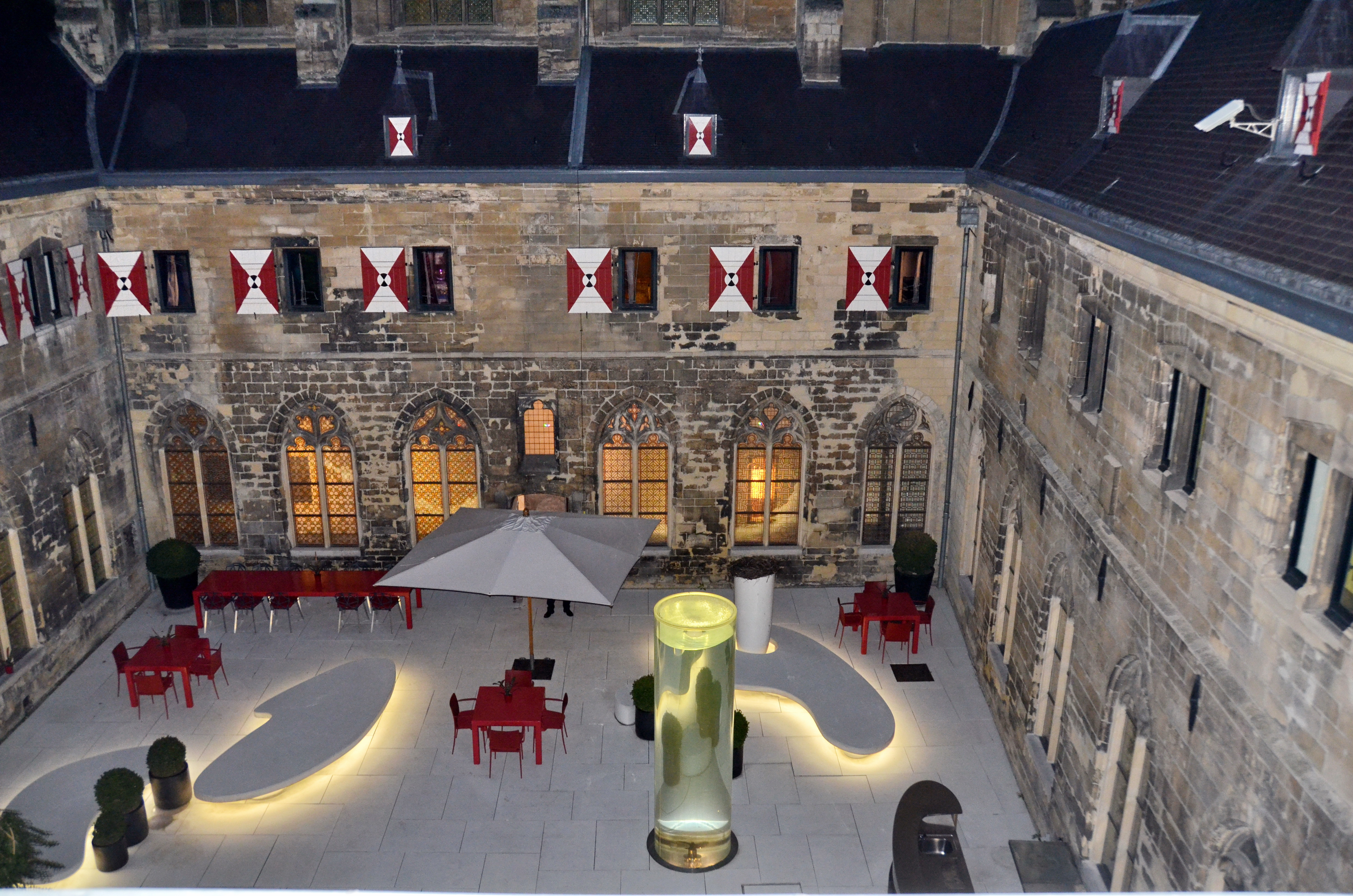
Zicht op de pandhof
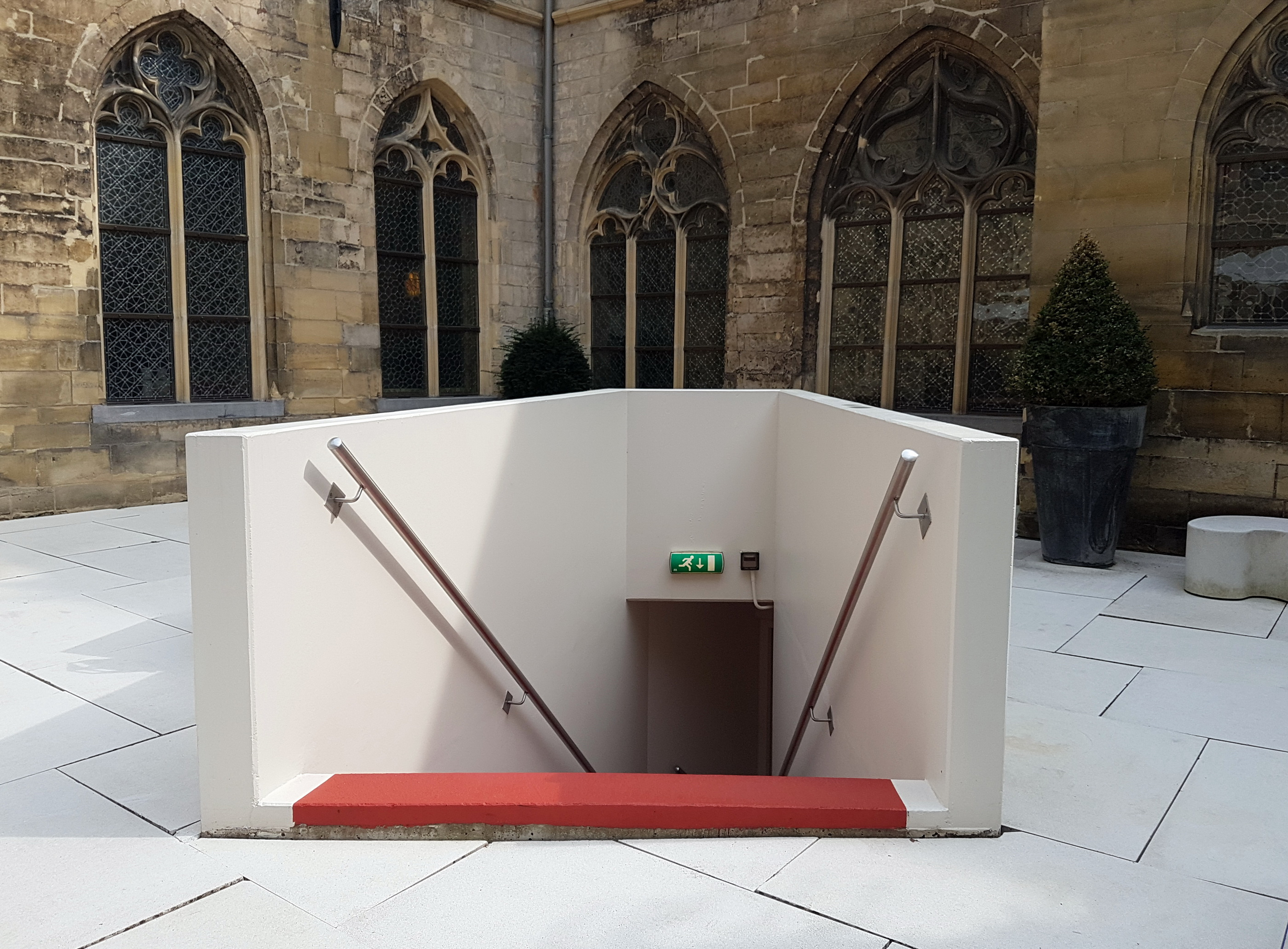
Detail pandhof
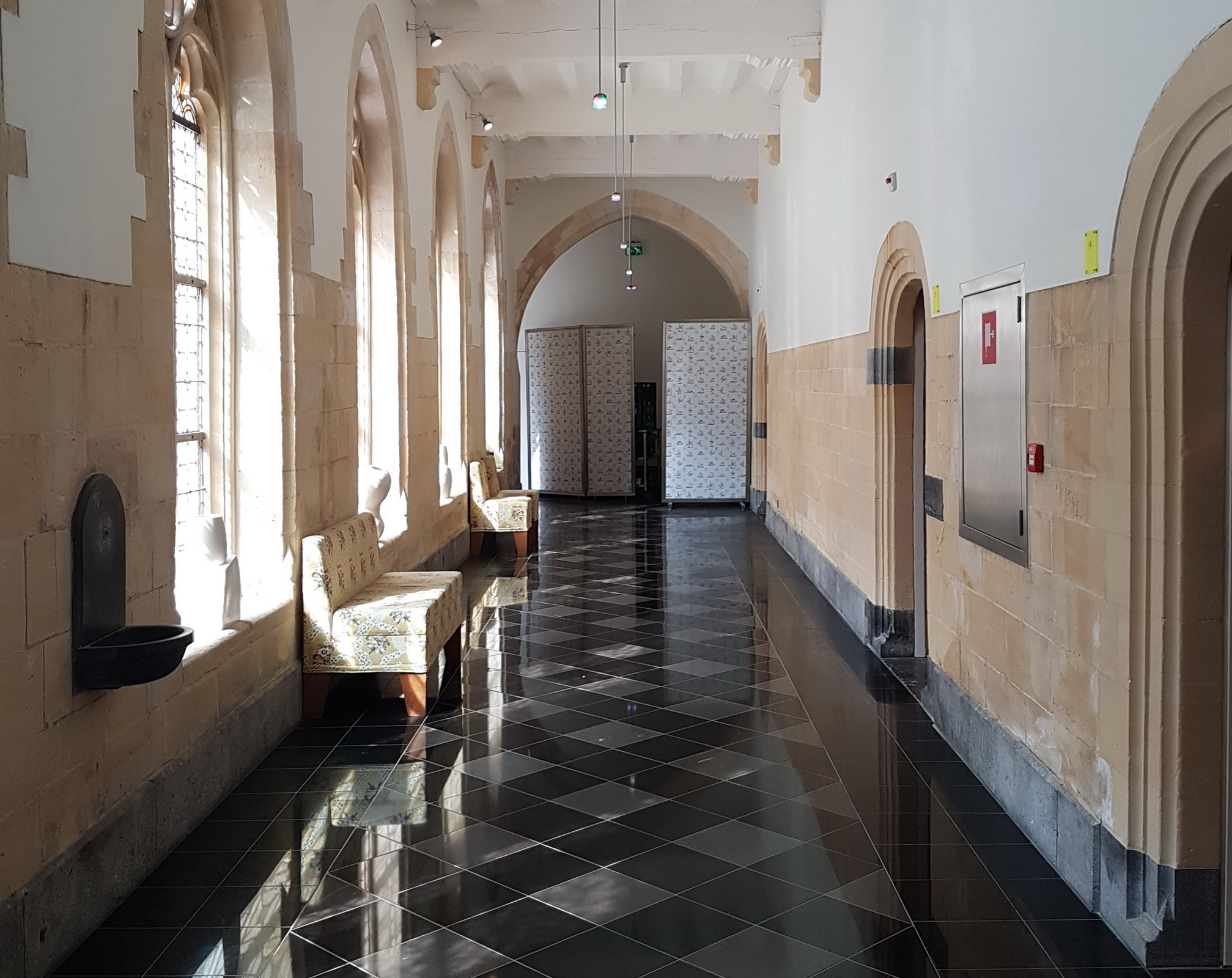
Klooster-/hotelgang
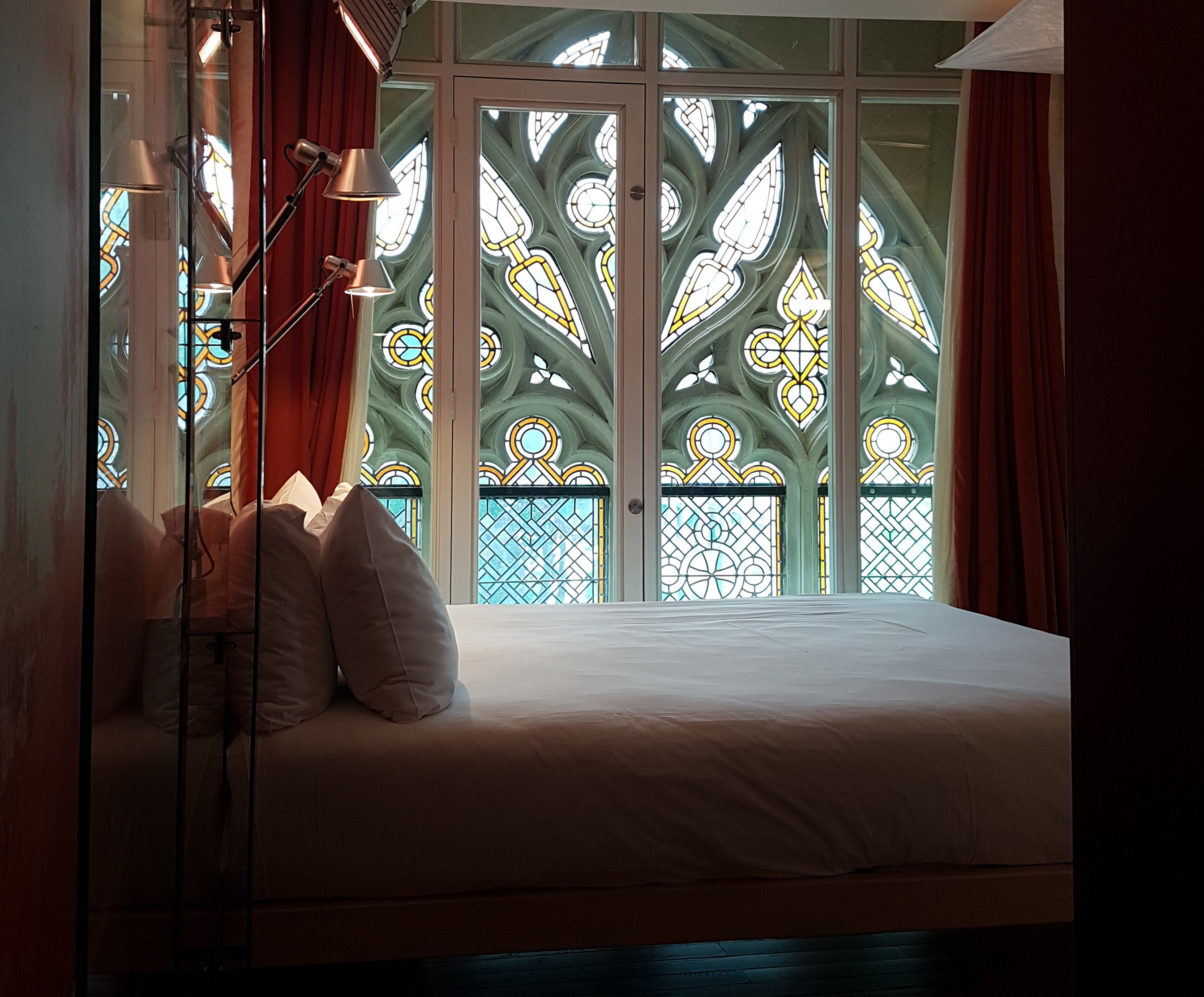
Hotelkamer in kloosterdeel

### Renaissancehuis en Casa Nova
Aan de zuidzijde van de kloostervleugels bevinden zich tien extra kamers en hotelsuites in een tweetal vrijstaande gebouwen. Het rijksmonument Kruisherengang 23 (omgedoopt tot "Renaissancehuis") maakte oorspronkelijk deel uit van een bij het klooster behorend poortgebouw. In het interieur zijn diverse oorspronkelijke elementen bewaard gebleven. Het daarnaast gelegen moderne paviljoen ("Casa Nova") uit 2004 is bekleed met cortenstaal. Tussen deze twee panden en de zuidvleugel van het klooster bevindt zich de voormalige kloostertuin.

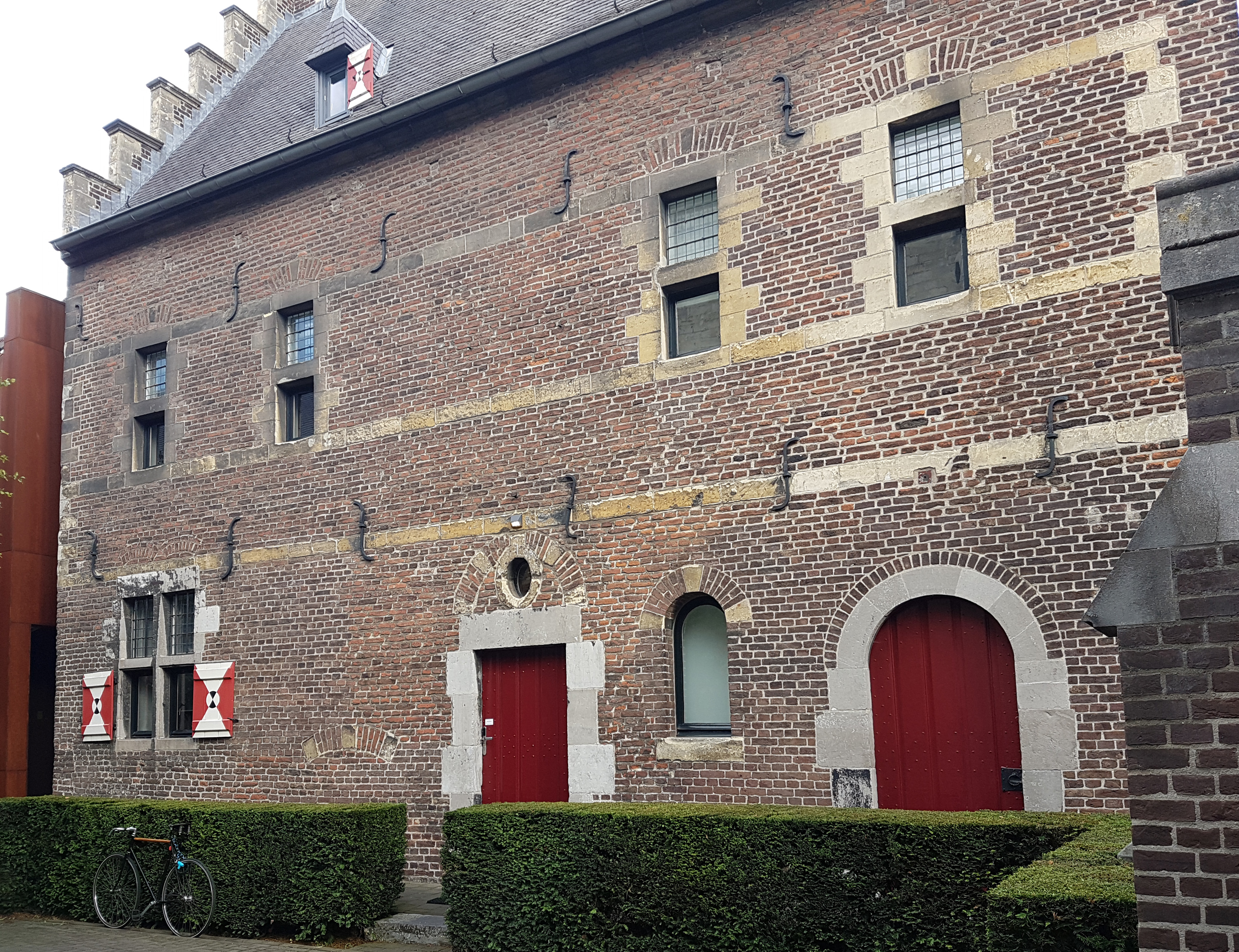
Renaissancehuis
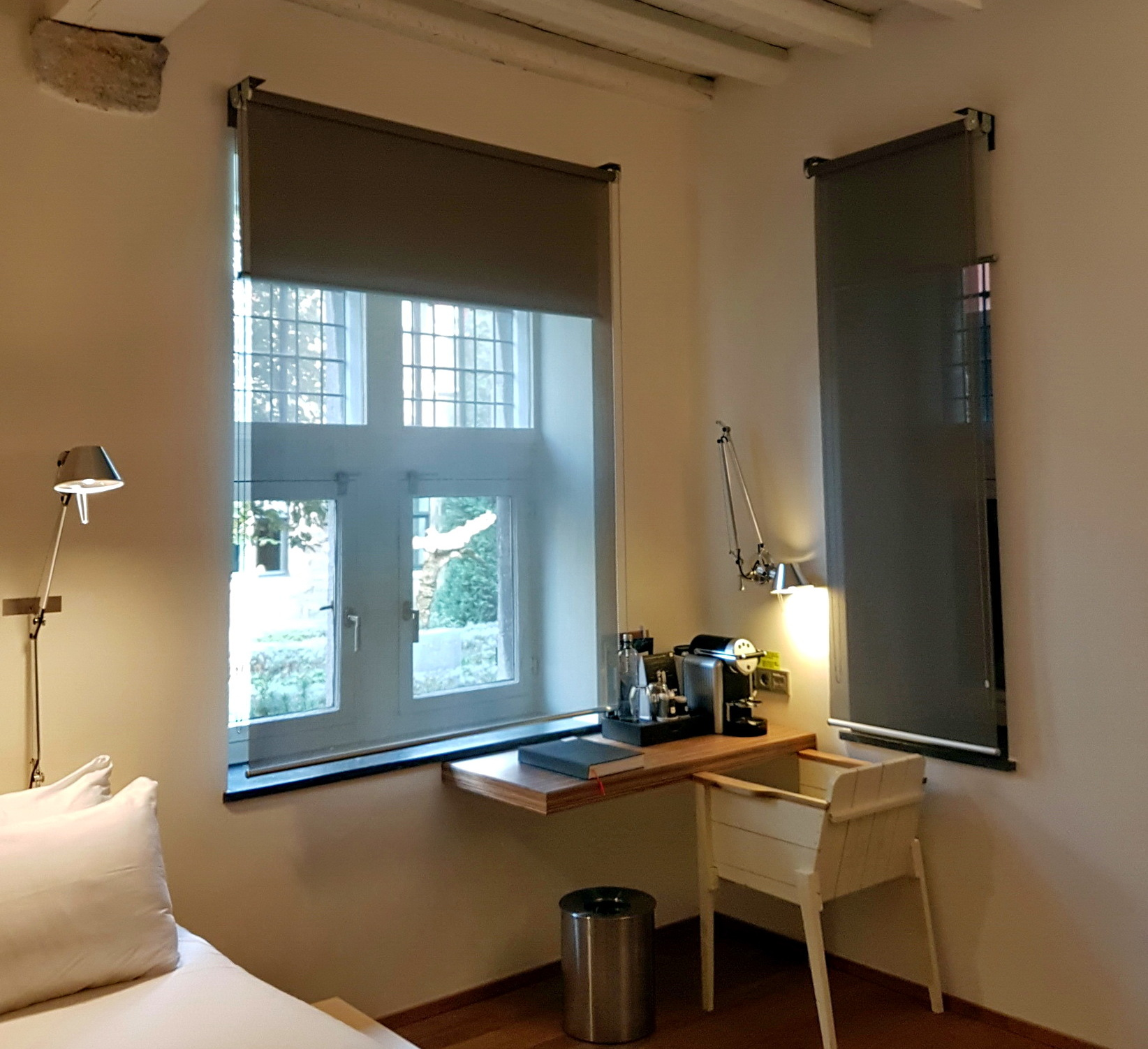
Hotelkamer Renaissancehuis
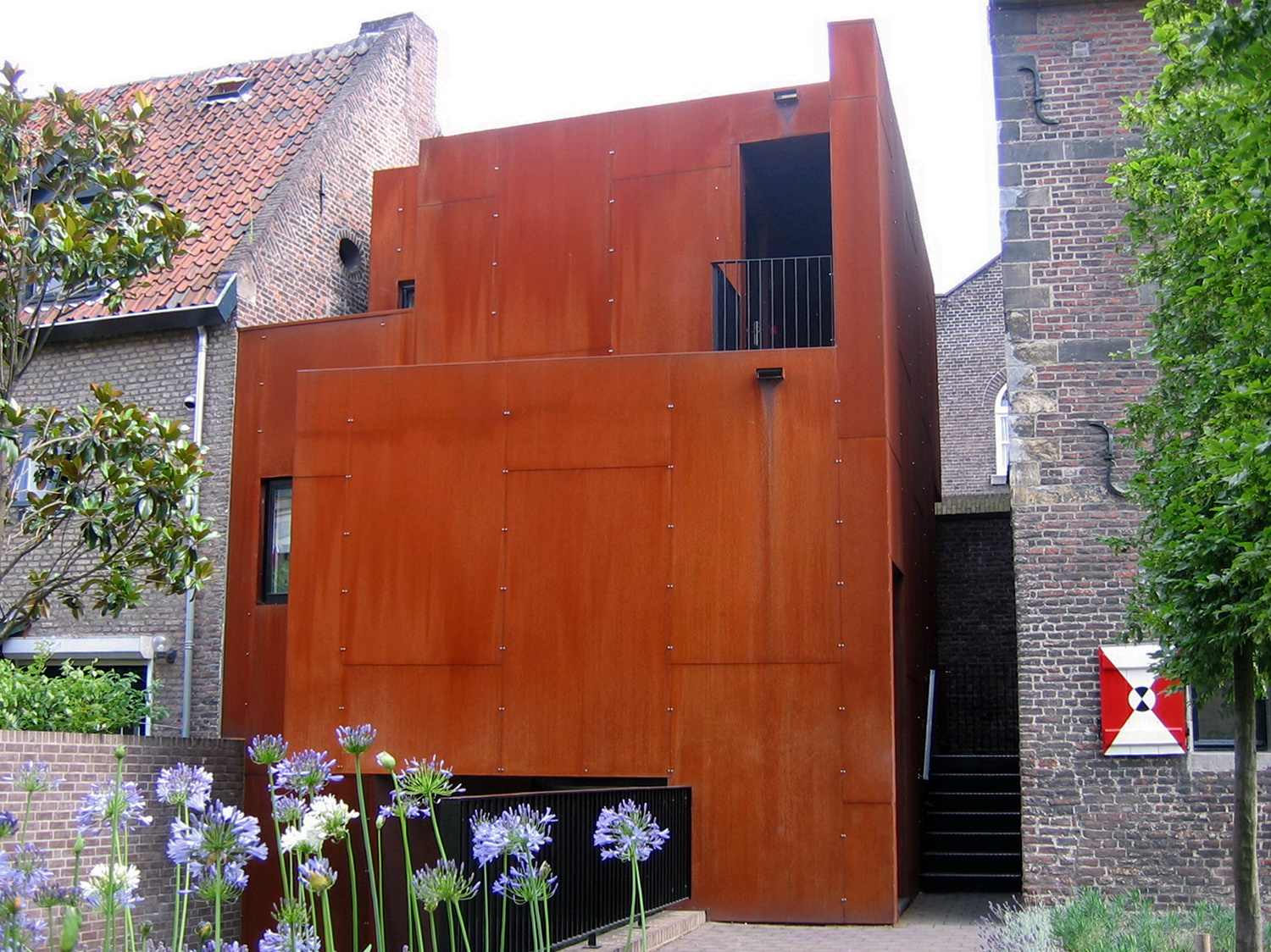
Casa Nova
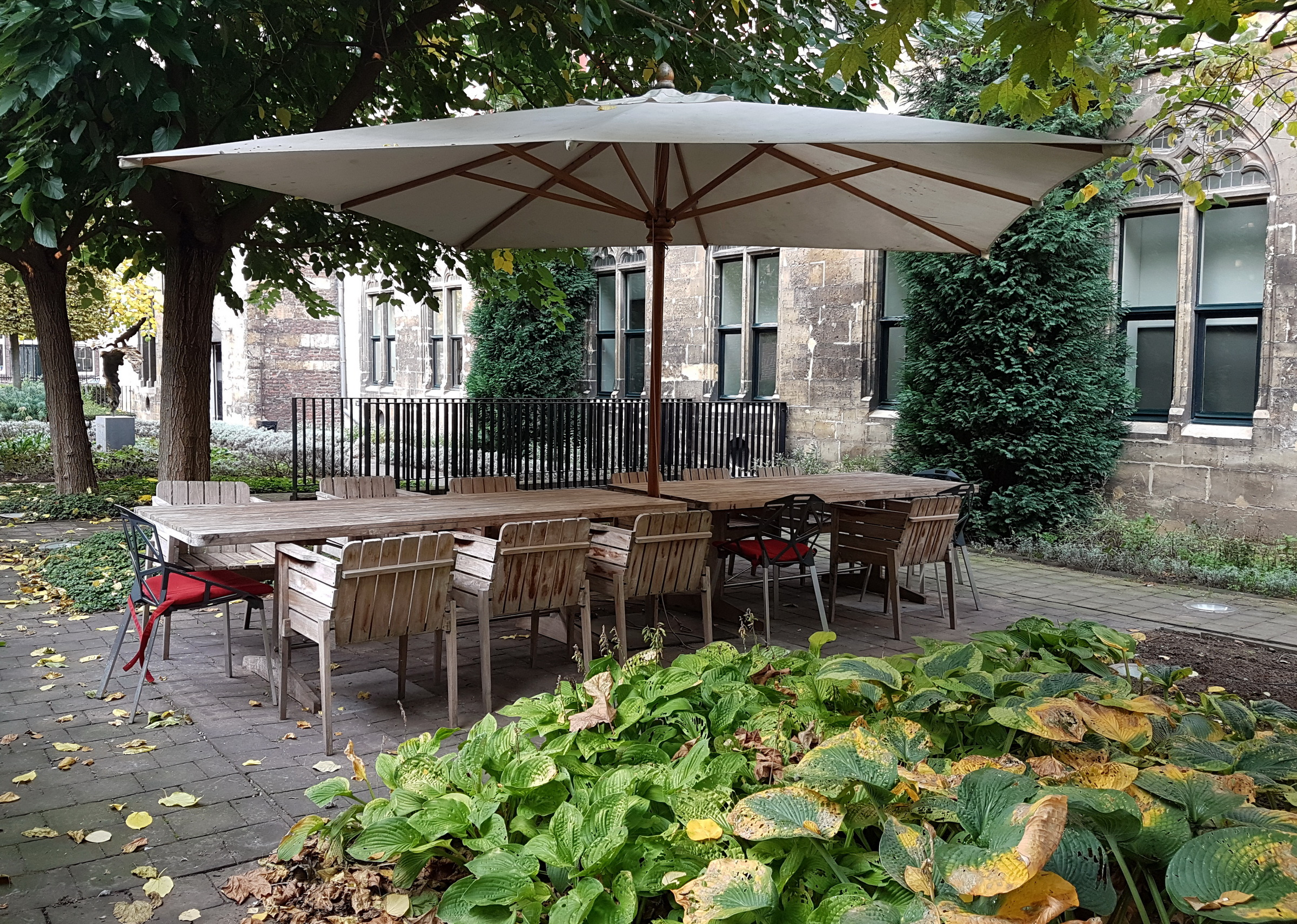
Kloostertuin

### Kunst en design
Bij de inrichting van het hotel is veel aandacht gegeven aan kunst en design. Binnenhuisarchitect Henk Vos werkte daarbij samen met de Duitse kunstenaar/designer Ingo Maurer. De eerder genoemde entrees en lichtarmaturen zijn ontworpen door Maurer; voor de meubels werd gekozen voor hedendaagse ontwerpers.

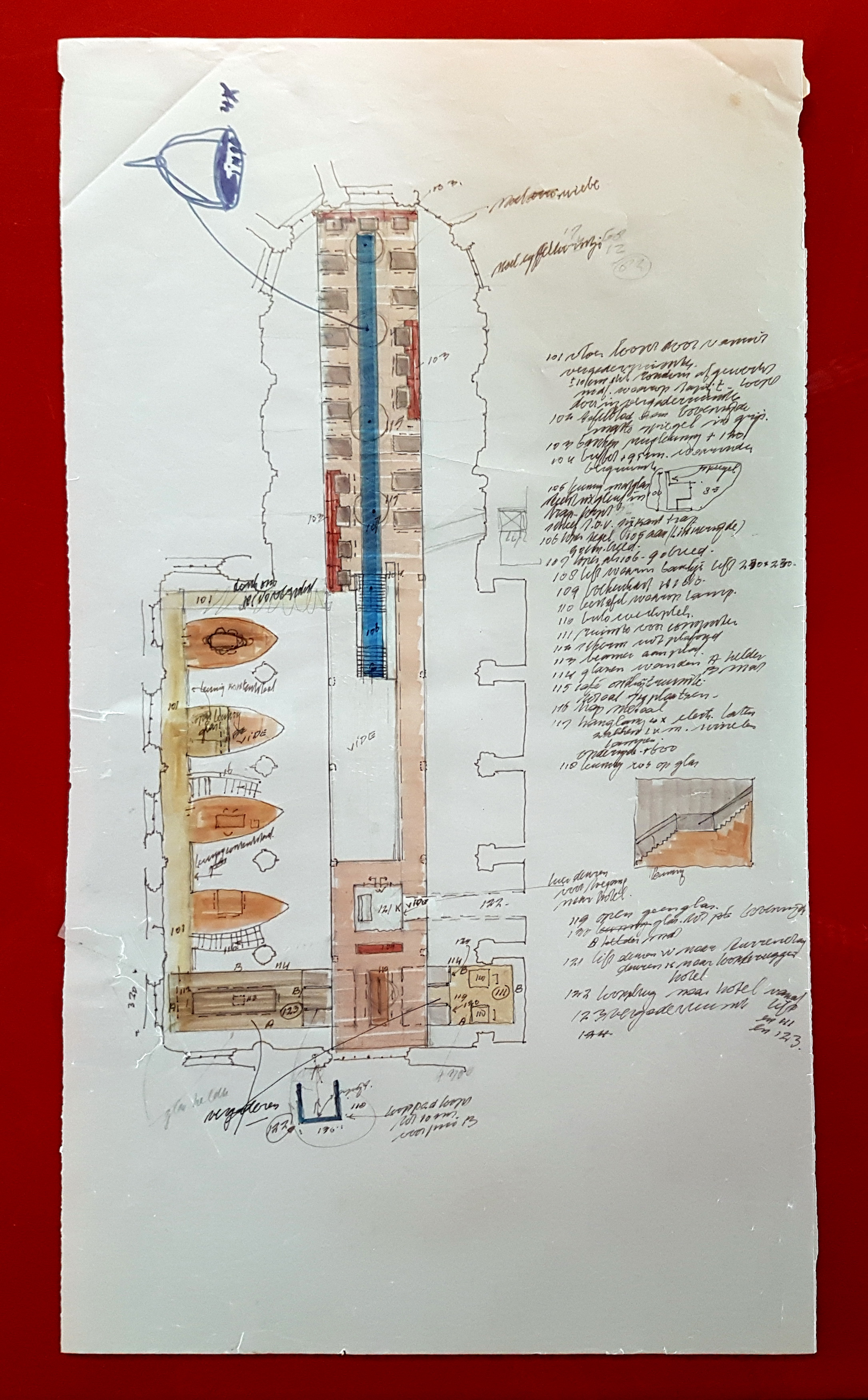
Ontwerptekening Henk Vos
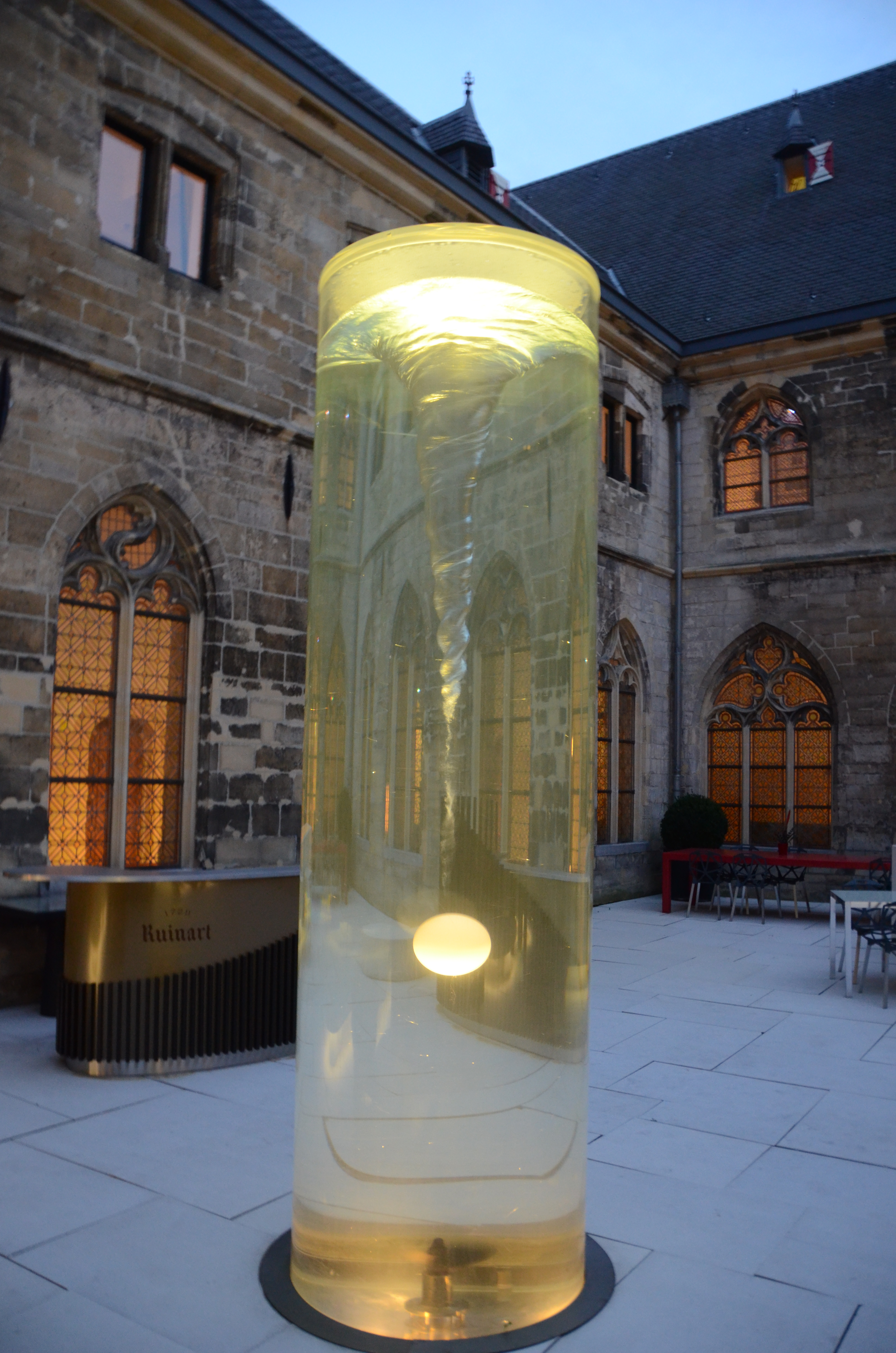
Lichtsculptuur, Ingo Maurer
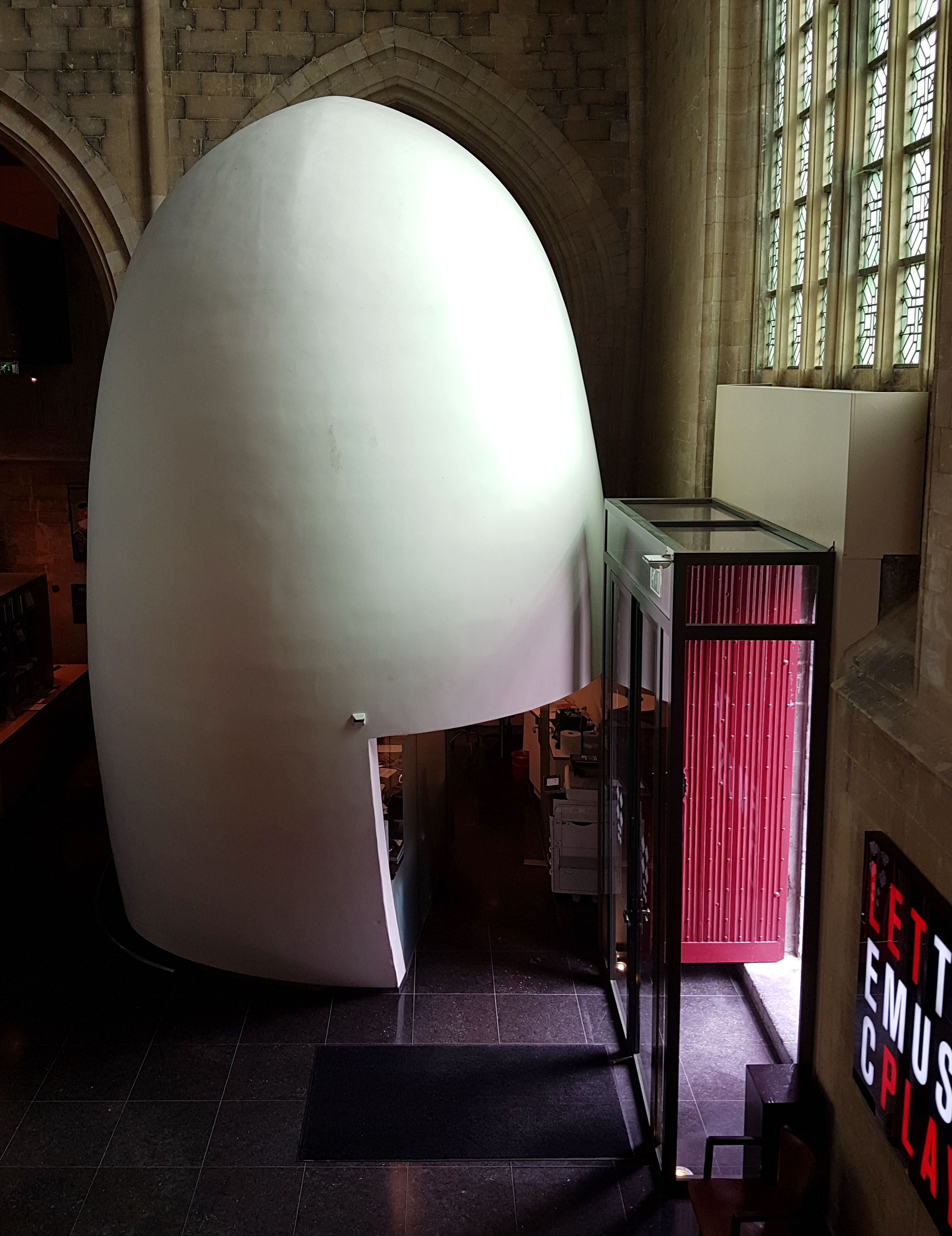
Eivormig kantoor, Maurer
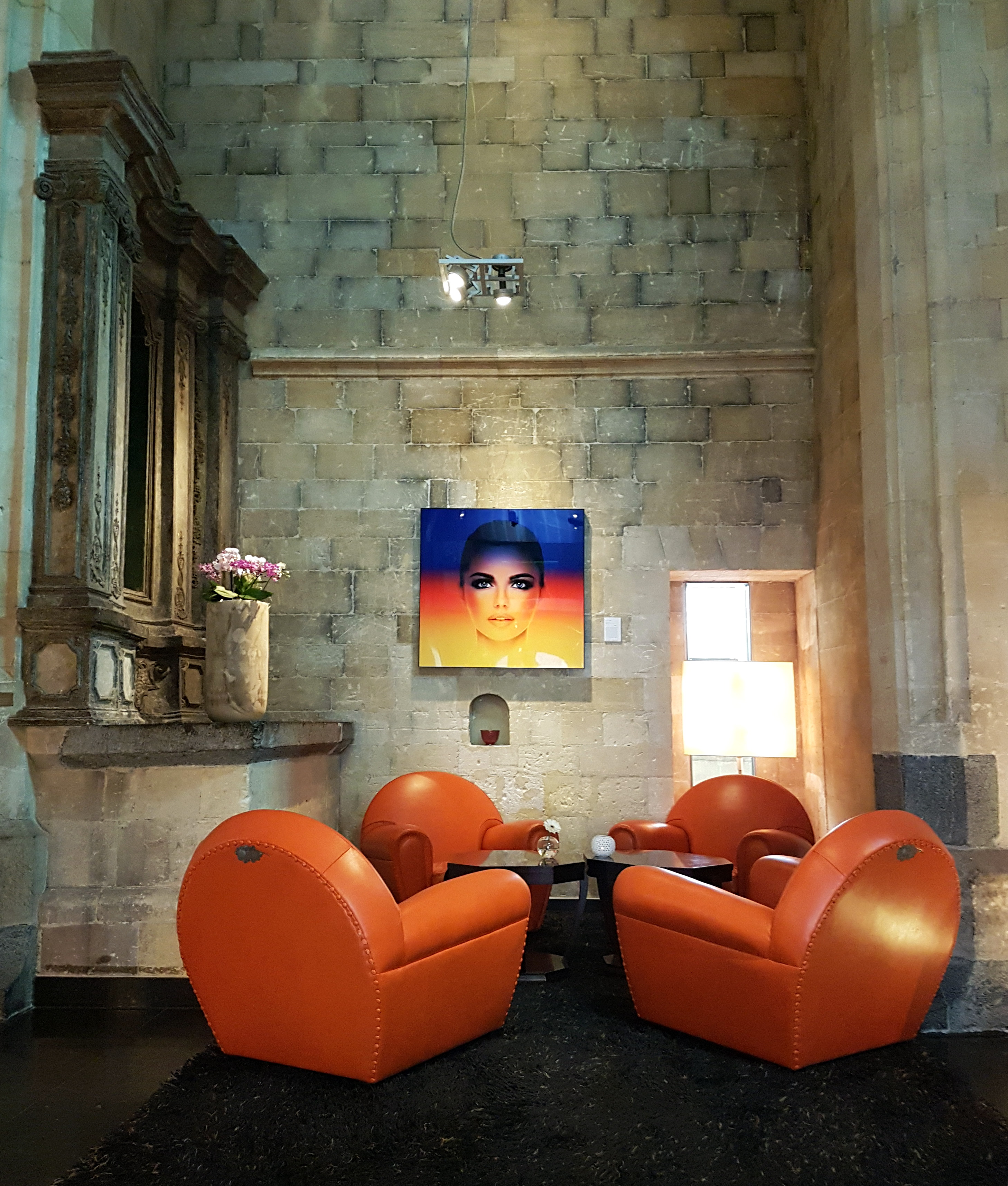
Kapel met kunst en design

Behalve de reeds in kerk en klooster aanwezige bouwsculptuur en muur- en gewelfschilderingen (onder andere gebeeldhouwde Maaskapitelen, consoles, diverse reliëfs en een groot Sint-Gertrudisfresco), is het gebouwencomplex door de huidige eigenaar verrijkt met oude en nieuwe kunst. Enkele gebeeldhouwde renaissance-consoles (met onbekende herkomst) zijn in bruikleen afgestaan door het Bonnefantenmuseum en staan thans her en der opgesteld in kloostergangen en trappenhuizen. Een collectie tekeningen en aquarellen van de Maastrichtse tekenaar en amateurhistoricus Philippe van Gulpen (1792-1862), bijeengebracht door Camille Oostwegel, wordt tentoongesteld op de eerste verdieping. Een beeldje van een kruisheer in een nis in het koor van de kerk is een erfenis van een vroegere gebruiker van het kloostercomplex, het Rijkslandbouwproefstation. Het werd bij de opening van het hotel door het Rijkslandbouwproefstation geschonken.
In de permanente kunstcollectie van het hotel bevinden zich verder werken van onder anderen Charles Eyck, Henri Landier, Chrit Rousseau en Paul Odekerken. Naast deze permanente kunstwerken organiseert het hotel tijdelijke exposities, met name van fotografie en glaskunst. Zo was er in 2012 een expositie van de Belgische kunstenaar Kamagurka te zien, waarbij onder andere ontwerpen voor een moderne kruisweg werden getoond. Andere kunstenaars die in het hotel exposeerden zijn Henri Landier, Paco Raphael, James Chiew en Barbara van den Berg.

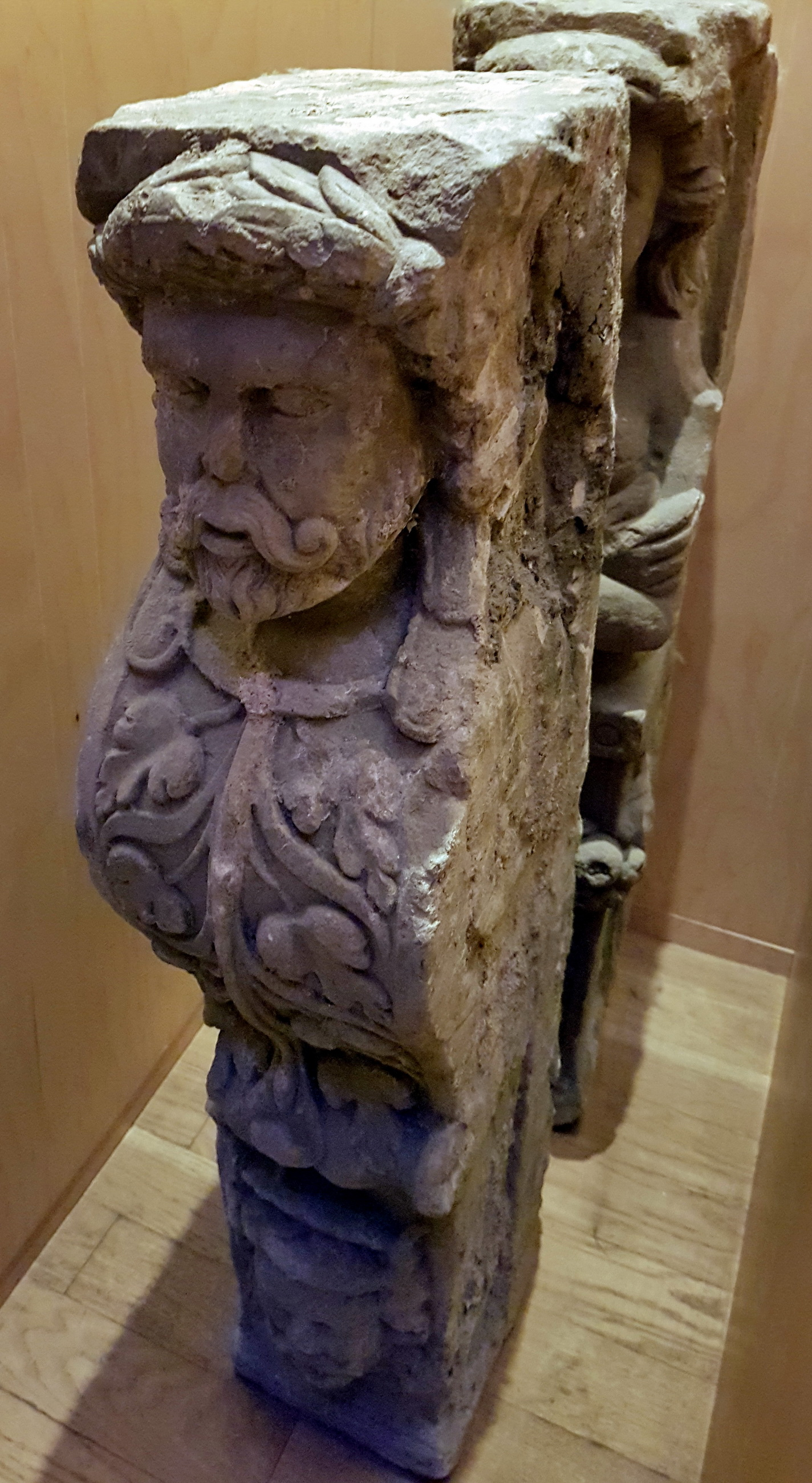
Gebeeldhouwde consoles
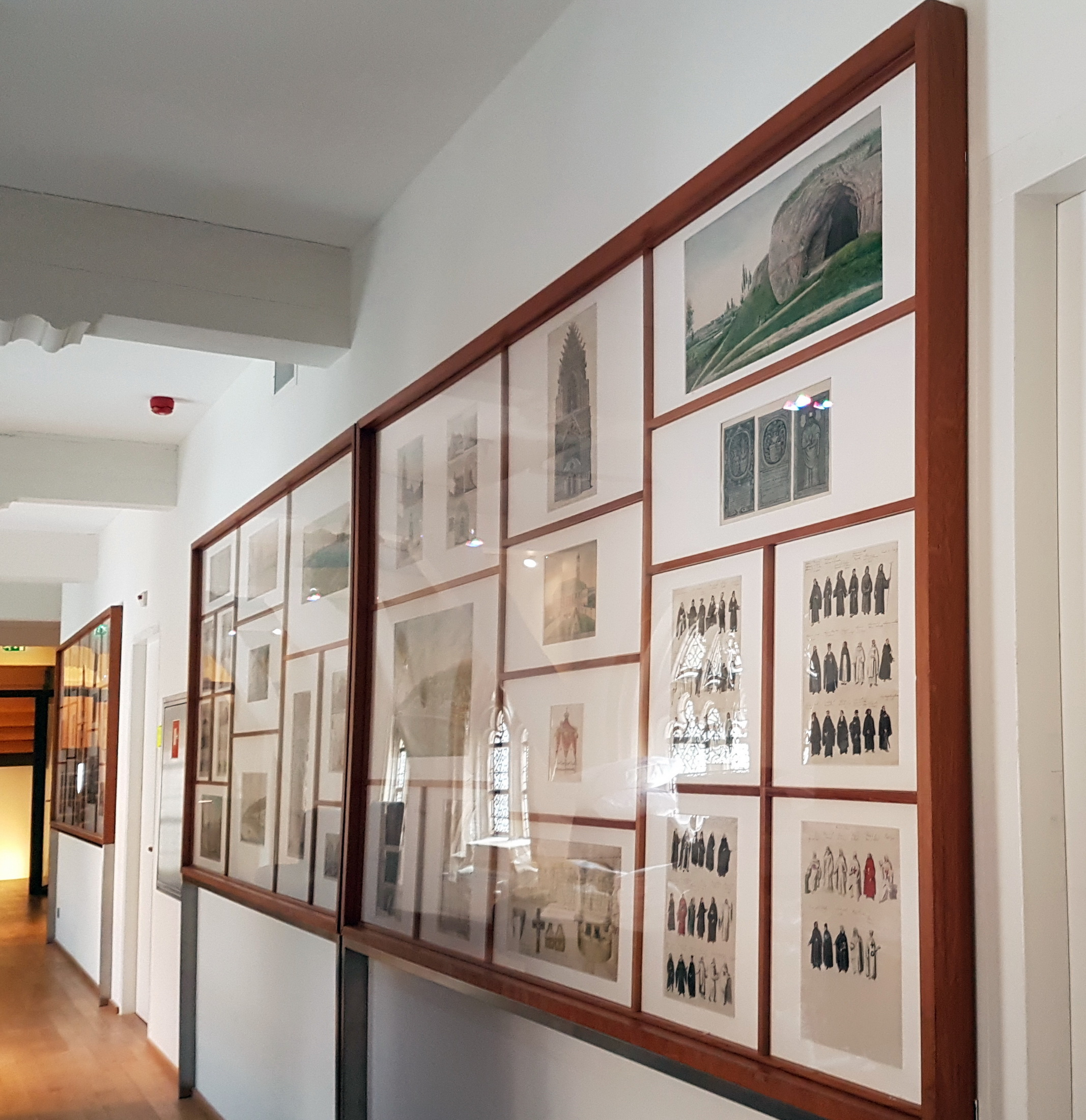
Collectie Philippe van Gulpen
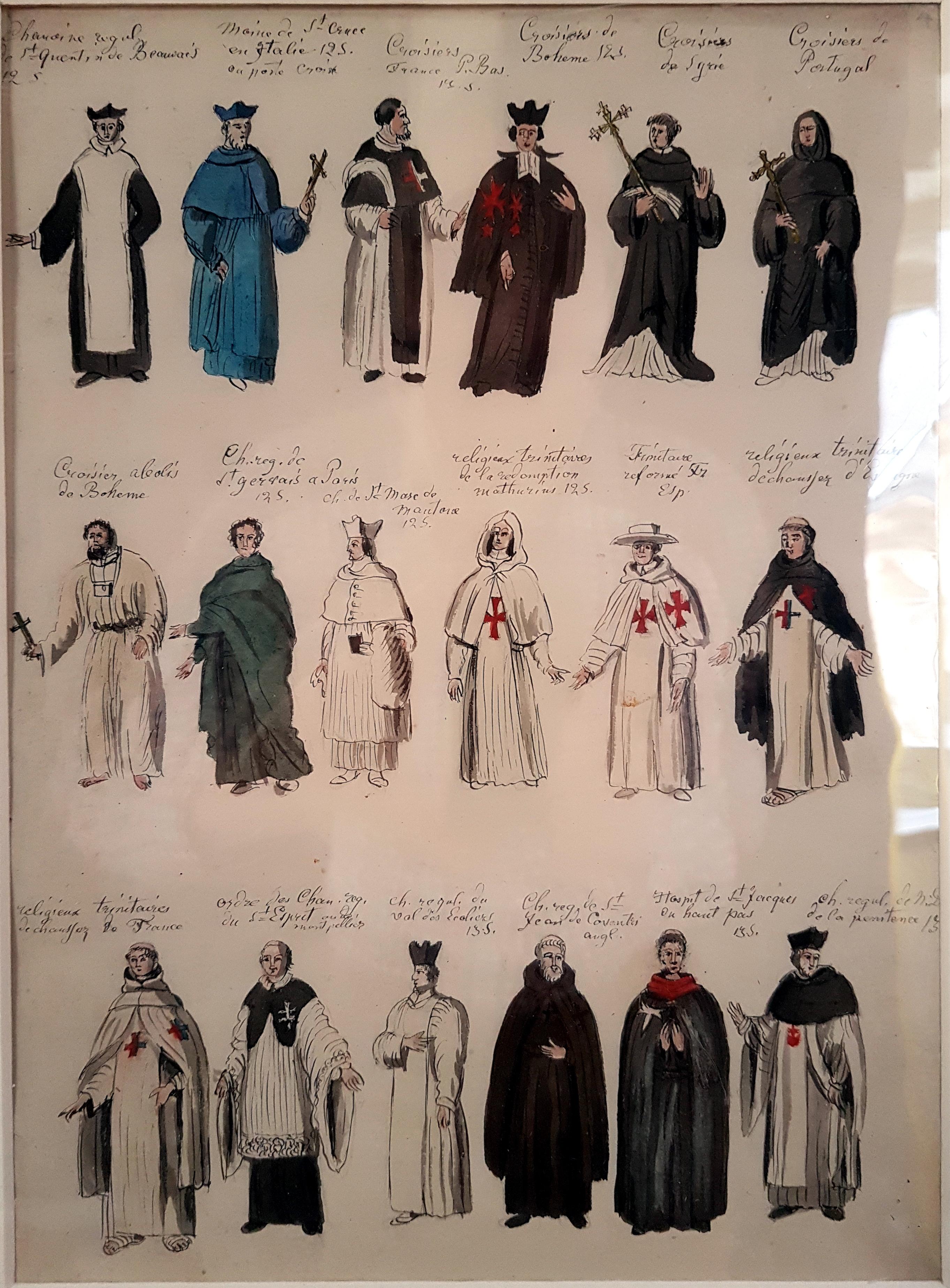
Aquarel Van Gulpen
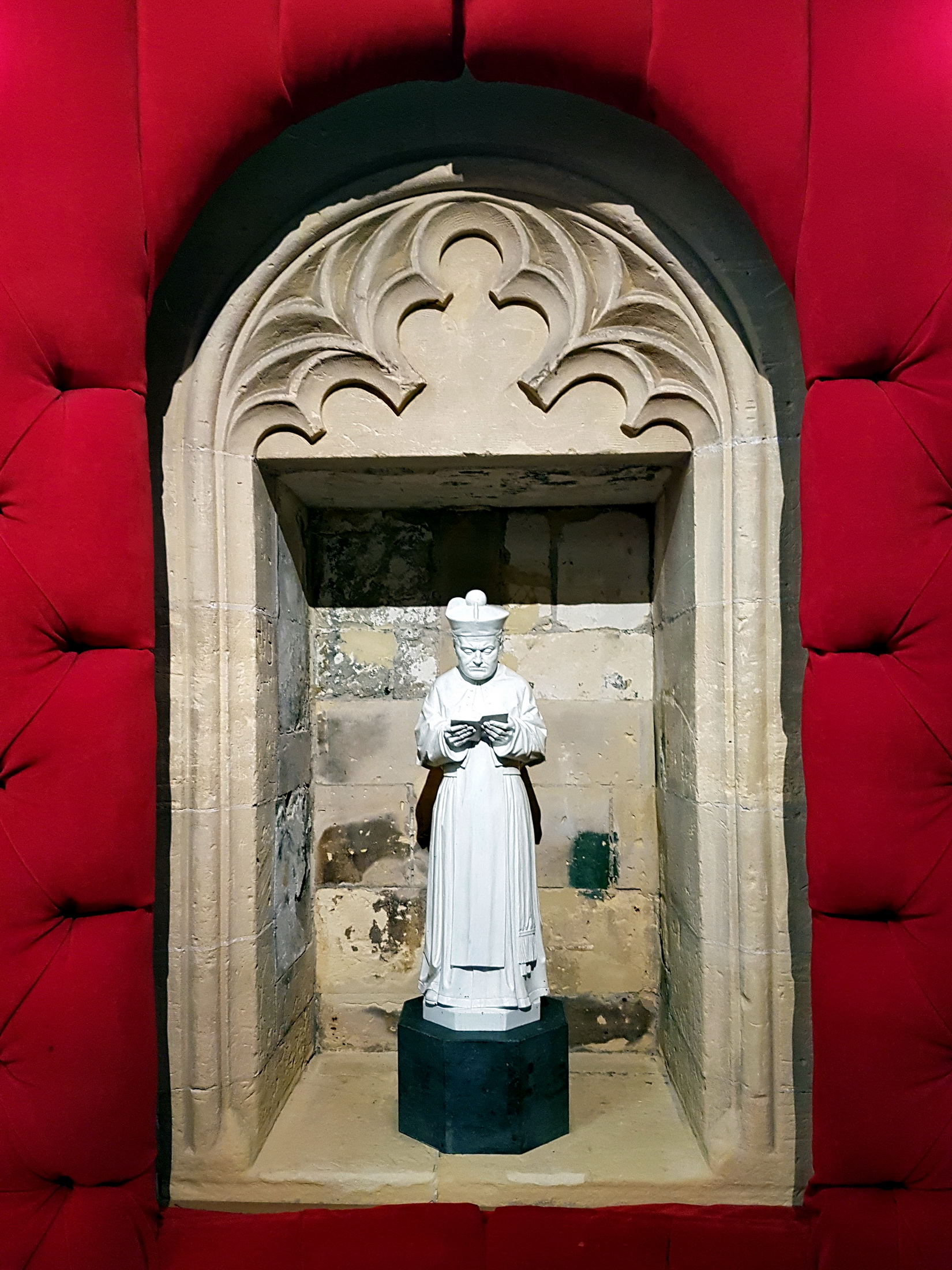
Beeldje kruisheer in koornis

## Varia
Bij de opening van het hotel in 2005 verscheen een luxe uitgave van een gelegenheidsdichtbundel. Het initiatief was afkomstig van ex-burgemeester Philip Houben, in samenwerking met de hoteleigenaar. Van de 60 gedichten zijn er acht in opdracht geschreven door Frans Budé, Emma Crebolder, Leo Herberghs, Paul Hermans, Rouke van der Hoek, Wiel Kusters, Joke van Leeuwen en Hans van de Waarsenburg. Deze hebben als thema 'de kruisheren'. De overige 52 gedichten zijn van gerenommeerde Nederlandse en Vlaamse dichters en hebben als thema 'het huis'. Elk gedicht wordt in vier talen gepresenteerd in de zestig hotelkamers, voor elke kamer of suite een ander gedicht.